# میکروسکوپ تونلی روبشی

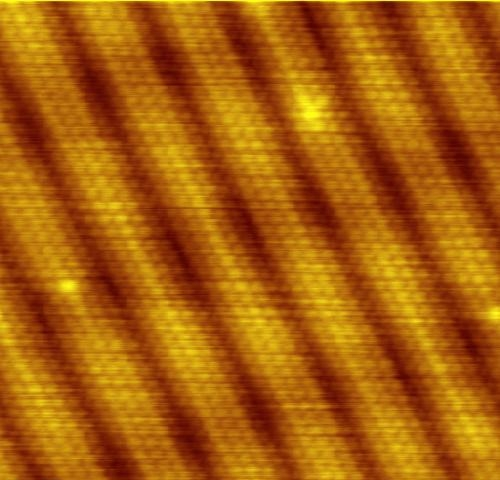
تصویری بازسازی شده از یک سطح بسیار تمیز طلا به وسیله میکروسکوپ تونلی روبشی (100)

میکروسکوپ تونلی روبشی ( STM ) به انگلیسی: (STM: Scanning tunneling microscope) گونه‌ای میکروسکوپ پراب روبشی است که براساس روبش سطح رسانا به‌وسیلهٔ نوک بسیار باریک (در حد چند نانومتر) و تغییر در میزان جریان عبوری برحسب فاصله کار می‌کند. با این میکروسکوپ می‌توان نحوه آرایش اتم‌ها در سطح شبکه را به تصویر کشید. به عبارت دیگر تصویر ایجاد شده نشان دهنده آرایش فضایی نوار رسانش فلز یا نیمه هادی است. جریان در این گونه میکروسکوپ مستقیم (DC) است و جریان به صورت نمایی با فاصله نوک از نمونه رابطه دارد.
این میکروسکوپ، ابزاری برای تصویربرداری از سطوح، در مقیاس اتمی است. این وسیله در سال 1981 اختراع شد و مخترعان آن، گرد بینگ و هاینریش روهرر، در IBM زوریخ، جایزه نوبل فیزیک را در سال 1986 را به دست آوردند.    STM با استفاده از یک نوک رسانای بسیار تیز که می‌تواند اجسام کوچکتر از 0.1 نانومتر را تشخیص دهد، با وضوح 0.01 نانومتری، عمق سطح را حس می‌کند.(در مقیاس 10 پیکومتر) این بدان معنی است که می‌توان به طور معمول از اتم‌ها تصویربرداری و حتی آنها را دستکاری کرد، به صورتی که آنها را می‌توان جابه‌جا کرد و در موقعیت‌های دلخواه قرار داد.

بیشتر میکروسکوپ‌ها برای استفاده در شرایط ultra-high vacuum و در دمای نزدیک به صفر کلوین ساخته شده‌اند، اما امروزه انواع مختلفی برای مطالعات هوایی،محیط های آبی و سایر محیط‌ها و حتی دماهای بیش از 1000 درجه سانتیگراد وجود دارد.  
STM بر اساس مفهوم تونل زنی کوانتومی ساخته شده است. هنگامی که نوک آن، بسیار نزدیک به سطح مورد بررسی می‌شود، ولتاژ بایاس اعمال شده بین این دو، این امکان را فراهم می‌کند تا الکترون ها عبور کنند و جریان برقرار شود. این جریان، حاصل تابعی از موقعیت نوک، ولتاژ اعمال شده و چگالی محلی حالت‌ها (LDOS) نمونه است. اطلاعات با پردازش جریانی که از نوک اسکن می‌شود، بدست می‌آیند و معمولاً به شکل تصویر نمایش داده می‌شوند.
در واقع روشی که به طیف سنجی تونلی کوانتومی معروف است به این شکل عمل می‌کند: نگه داشتن نوک در یک موقعیت ثابت و بالاتر از سطح، تغییر ولتاژ بایاس و ثبت تغییرات حاصل از جریان. با استفاده از این روش می‌توان چگالی محلی حالت‌های الکترونی را بازسازی کرد و آنها را پردازش نمود.  این کار گاهی در میدان‌های مغناطیسی بالا و در حضور ناخالصی‌ها انجام می‌شود تا خصوصیات و فعل و انفعالات الکترون در ماده مورد مطالعه را استنباط و بررسی کند.
میکروسکوپ اسکن تونلی روبشی در مقایسه با سایر میکروسکوپ‌ها، می‌تواند یک انتخاب چالش برانگیز هم باشد، زیرا به سطوح بسیار تمیز و پایدار،یک نوک بسیار تیز،سطحی با ایزولاسیون عالی در برابر لرزش (سطحی بدون هیچ گونه لرزش و نوسان) و الکترونیک پیشرفته نیاز دارد. با این وجود، بسیاری از علاقه‌مندان ترجیح می‌دهند از این میکروسکوپ‌ها استفاده کنند. 

## روش

نمای شماتیک از یک STM.

نوک بسیار تیز این میکروسکوپ توسط یک مکانیزم موقعیت‌یابی به نمونه نزدیک می‌شود که معمولاً این مکانیزم، به صورت بصری (چشمی) کنترل می‌شود. در فاصله‌های نزدیک، کنترل موقعیت نوک نسبت به سطح نمونه به وسیله‌ی اسکنرهای لوله‌ای پیزوالکتریک حاصل می‌شود که به ما این امکان را می‌دهد که با کنترل ولتاژ، فاصله‌ی بین نوک و سطح را کنترل کنیم. ولتاژ بایاس بین نمونه و نوک اعمال می‌شود و اسکنر به تدریج روی سطح کشیده می‌شود تا زمانی که نوک شروع به دریافت جریان تونلی کند.
فاصله نوک نمونه W، در بازه‌ای در حدود (4-7 Å 0.4-0.7 (nm نگه داشته می‌شود. این محدوده، کمی بالاتر از ارتفاعی که در آن نوک STM برهم کنش از نوع دافعه را تجربه می کند (W <3 Å)؛ اما هنوز هم در منطقه‌ای قرار دارد که برهم‌کنش در آن از نوع جذبی است (w<10 & w>3 Å). جریان تونلی، در محدوده sub-nanoampere، تا نزدیک‌ترین حالت ممکن به اسکنر، تقویت می‌شود. پس از ایجاد اثر تونلی، میزان انحراف و موقعیت نوک نسبت به نمونه، با توجه به نیازها و نوع آزمایش متفاوت است.
همانطور که نوک STM در یک ماتریس گسسته x-y بر روی سطح نمونه حرکت می‌کند، تغییرات در ارتفاع سطح و تراکم و جمعیت الکترونی باعث تغییر در جریان تونلی می‌شود. این تغییرات باعث می‌شود تا با ذخیره‌سازی و سپس بازسازی و پردازش آنها بتوانیم تصاویری از نمونه ایجاد کنیم. تصاویر دیجیتالی سطح به یکی از این دو صورت تشکیل می‌شوند: در حالت ارتفاع ثابت، تغییرات جریان تونلی به طور مستقیم ترسیم می‌شود، در حالی که در حالت جریان ثابت، جریان تونلی یک مقدار ثابت از پیش تعیین شده دارد و تغییر نمی‌کند؛ در این حالت ولتاژی که کنترل کننده فاصله نوک تا نمونه ( z) بود پیوسته ثبت می‌شود.
در حالت جریان ثابت، بازخوردهای الکترونیکی که باعث اعمال ولتاژ به مکانیزم کنترل پیزوالکتریکی می‌شوند فاصله z را تنظیم می‌کنند. اگر در موقعیت‌هایی جریان تونلی کمتر از جریان در نظرگرفته شود، نوک، بیشتر پایین می‌رود و به نمونه نردیک‌تر می‌شود تا جریان افزایش یابد؛ و چنانچه جریان بیشتر از حد در نظرگرفته شود، نوک از نمونه فاصله می‌گیرد تا جریان کاهش یابد. این پروسه بسیار آرام پیش می‌رود زیرا سنسورها باید در تمام نقاط سطح، جریان را اندازه‌گیری کنند و با توجه به آن، فاصله نوک، از سطح نمونه را تنظیم کنند. وقتی سطح از نظر اتمی صاف باشد، ولتاژ اعمال شده به اسکنر، به طور عمده نشانگر تغییرات در چگالی بار محلی است. اما هنگامی که یک چاله‌ی اتمی (نبودن یک اتم در جای خودش) مشاهده می‌شود، یا هنگامی که سطح به دلیل عیوب سطحی دچار ناهمواری می‌شود ، ارتفاع اسکنر نیز به دلیل وجود این ناهمواری‌ها باید تغییر کند. تصویری که از پردازش ولتاژهای اسکنر z ایجاد شده است به دلیل اینکه می‌بایست در این روش جریان تونلی در حین اسکن کردن نقاط روی سطح ثابت بماند، حاوی داده‌های توپوگرافی و چگالی الکترون است. در بعضی موارد ممکن است مشخص نباشد که آیا تغییرات ارتفاع به دلیل کدام یک از این دو مورد رخ داده است.
در حالت ارتفاع ثابت، هنگامی که اسکنر به جلو و عقب بر روی سطح حرکت می‌کند، ولتاژ اسکنر ثابت نگه‌داشته می‌شود و از طرفی جریان تونلی، به طور نمایی با فاصله نوک از سطح تغییر می‌کند. این روش به مراتب سریع‌تر از روش قبلی است، اما در سطوح ناهموار و سطوحی که پستی بلندی‌های زیادی دارند و زبر هستند احتمال آسیب دیدن نوک و خراب شدن آن بالاست.
اسکن نوک STM از مرتبه ماتریس‌های 128 × 128 تا 1024 × 1024 (یا بیشتر) است و برای هر درایه از این ماتریس یک مقدار واحد بدست می‌آید. تصاویر تولید شده توسط STM همگی خاکستری(سیاه سفید) هستند، و پس از پردازش رنگ به منظور تأکید بصری بر ویژگی‌های مهم افزوده می‌شود.

## ابزار دقیق

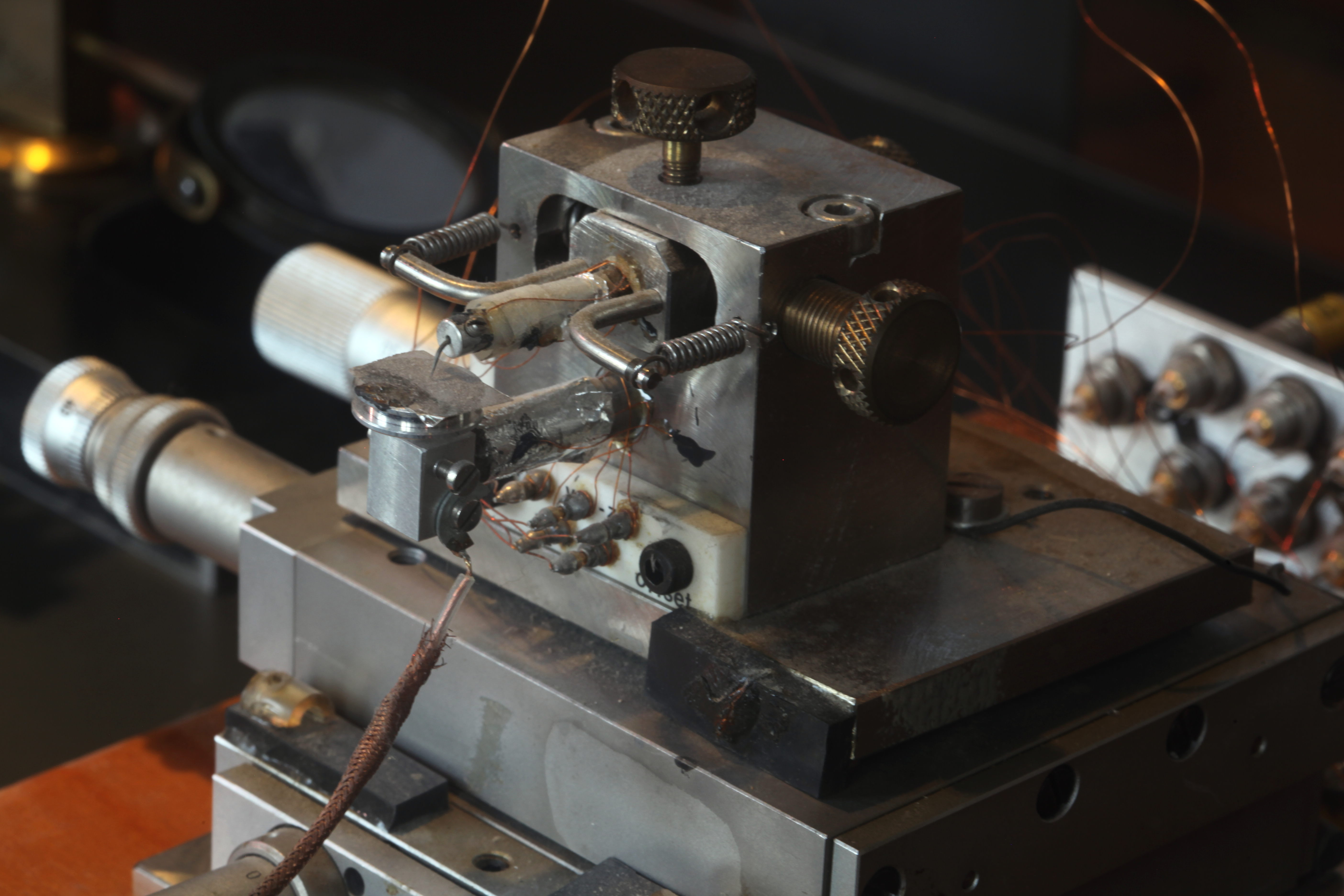
STM سال 1986 در موزه‌های تاریخ دبلیو ژنو.

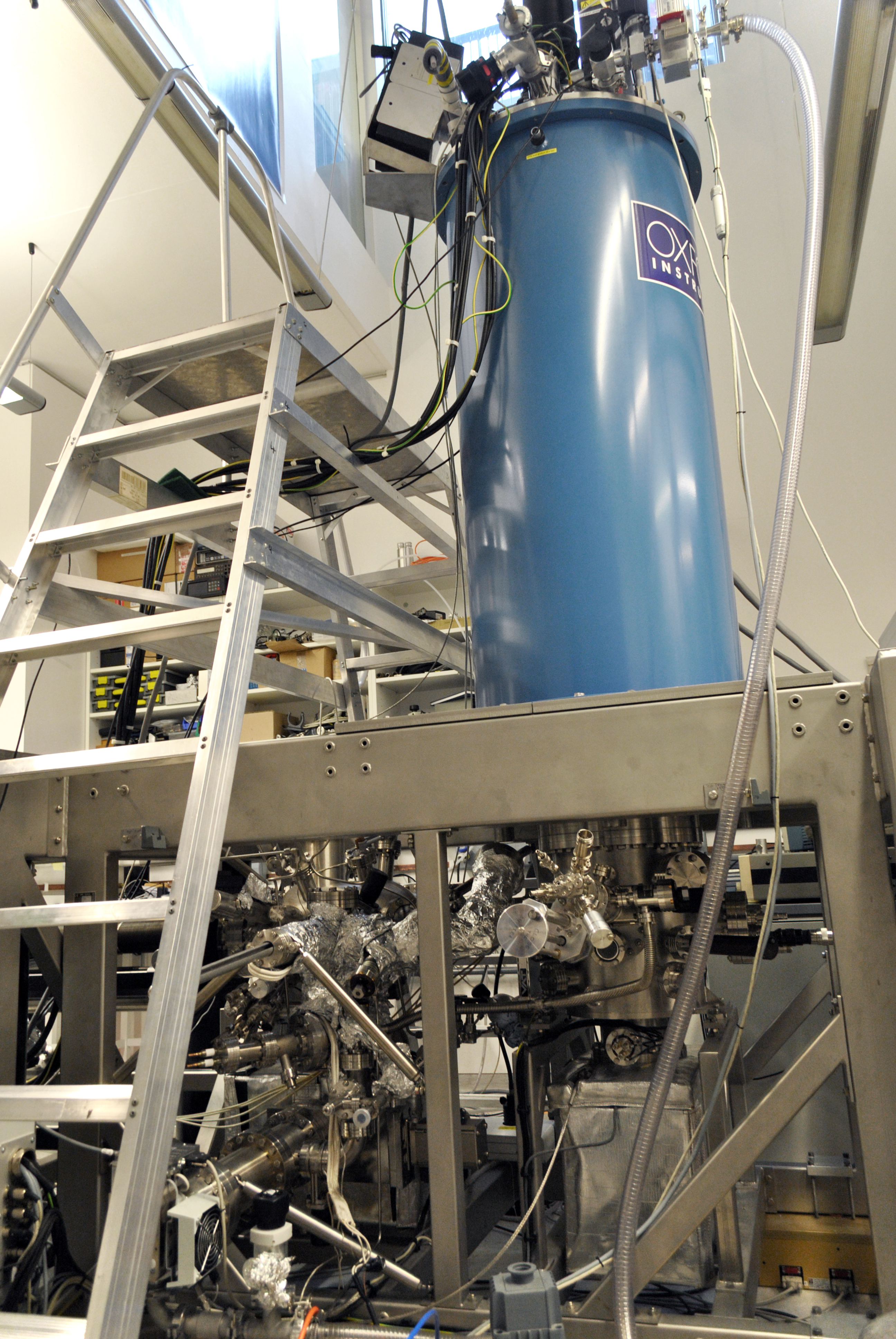
راه اندازی یک STM بزرگ در مرکز فناوری نانو در لندن.

اجزای اصلی میکروسکوپ تونلینگ روبشی به شرح زیر است:
نوک بسیار تیز اسکن، پیزوالکتریک کنترل کننده ارتفاع (محور z)، اسکنر جانبی (محورهای x و y) و مکانیزم سختی نوک و نمونه.
میکروسکوپ توسط تجهیزات الکترونیکی اختصاصی و کامپیوتر کنترل می‌شود. این سیستم به منظور جلوگیری از هرگونه ارتعاش، توسط یک سیستم ایزولاسیون ارتعاش نیز پشتیبانی می‌شود.

## گالری تصاویر STM

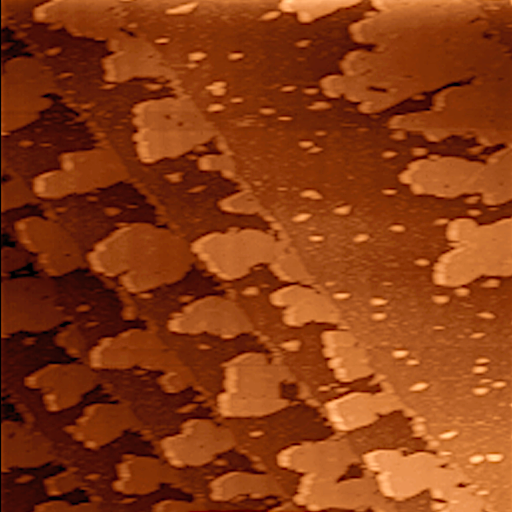
جوانه‌های نقره‌ای با ضخامت یک اتم روی حاشیه مرزهای پالادیوم رشد می‌كنند. تصوير 250*250 نانومتر
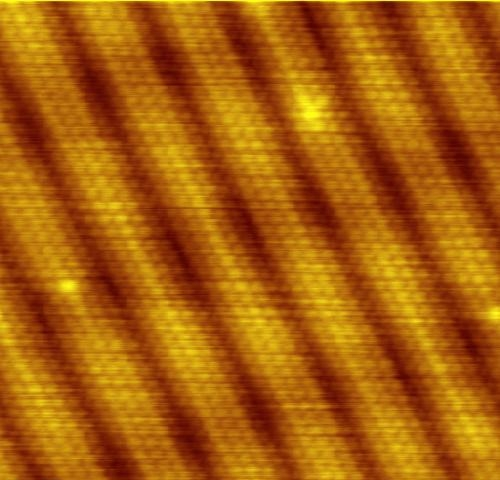
حاشيه‌های بازسازی شده طلا که از شش ردیف اتمی تشکیل شده‌اند. تصویر 10*10 نانومتر
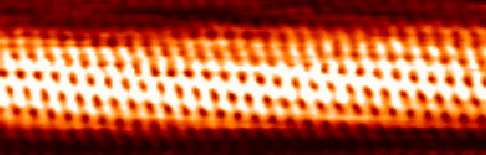
بخشی به طول 7 نانومتر از یک نانولوله کربنی تک جداره.
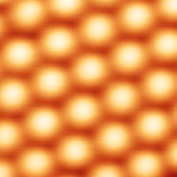
اتمهای سطح کریستال کاربید سیلیکون (SiC) در یک شبکه شش ضلعی مرتب شده و 0.3 نانومتر از هم فاصله دارند.
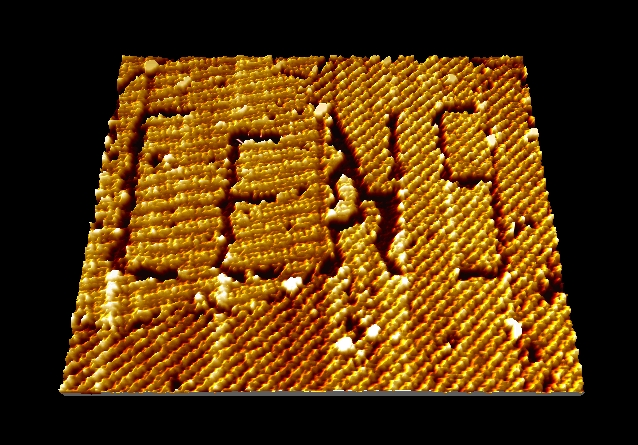
نانو دستکاری STM با مولکولهای PTCDA بر روی گرافیت، برای نوشتن آرم مرکز علوم نانو (CeNS) ، مونیخ.